# Латерина
Латерина (итал. Laterina) — коммуна в Италии, располагается в регионе Тоскана, в провинции Ареццо.
Население составляет 3521 человек (2008 г.), плотность населения составляет 147 чел./км². Занимает площадь 24 км². Почтовый индекс — 52020. Телефонный код — 0575.
Покровителями коммуны почитаются святые Ипполит Римский и Кассиан из Имолы, празднование 18 августа.

## Демография
Динамика населения:

## Администрация коммуны
- Официальный сайт: http://www.comune.laterina.ar.it/ Архивная копия от 10 сентября 2012 на Wayback Machine